# クラップハンズ
株式会社クラップハンズ（Clap Hanz）は日本のコンピュータゲーム制作会社。イメージロゴは黄色の手。
『みんなのGOLF』主要開発メンバーのひとりであった村守将志がキャメロットから独立し、1998年に有限会社として東京都港区赤坂に設立（翌1999年、株式会社に改組）。キャメロット入社前の村守はエニックスから発売されたゴルフゲームの開発を手がけている。

## 作品リスト
- みんなのGOLFシリーズ（ソニー・インタラクティブエンタテインメント、1作目のみキャメロットでの開発）
  - みんなのGOLF 2（PlayStation）
  - みんなのGOLF 3（PlayStation 2）
  - みんなのGOLF 4（PlayStation 2）
  - みんなのGOLF オンライン（PlayStation 2）
  - みんなのGOLF ポータブル（PlayStation Portable）
  - みんなのGOLF 5（PlayStation 3）
  - みんなのGOLF ポータブル2（PlayStation Portable）
  - みんなのGOLF 6（PlayStation Vita、PlayStation 3）
  - New みんなのGOLF（PlayStation 4）
  - みんなのGOLF VR（PlayStation VR）
- みんなのテニス（ソニー・インタラクティブエンタテインメント、PlayStation 2）
  - みんなのテニス ポータブル（PlayStation Portable）
- みんなのスッキリ（ソニー・インタラクティブエンタテインメント、PlayStation Portable）
- いつでもGOLF（自社販売、旧タイトルは『CLAP HANZ GOLF』、Apple Arcade / Nintendo Switch）
- アルティメット スイング ゴルフ（自社販売、Meta Quest 2 / Meta Quest 3 / Meta Quest 3S / Meta Quest Pro）